# Bocchoris
Bocchoris är ett släkte av fjärilar. Bocchoris ingår i familjen Crambidae.

## Bildgalleri

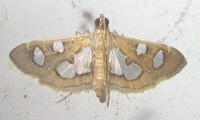
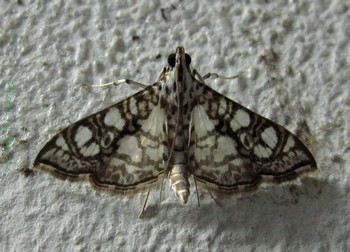
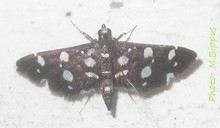
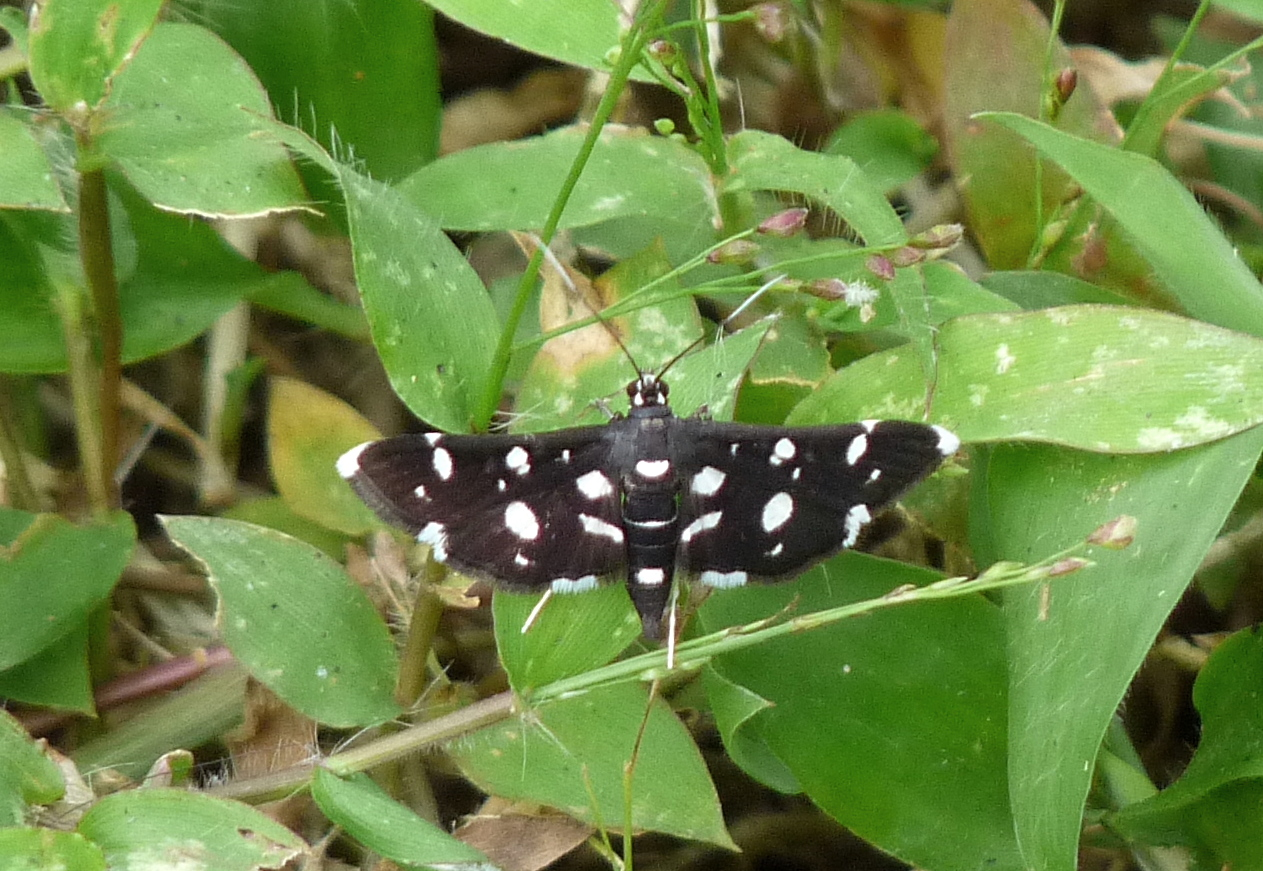
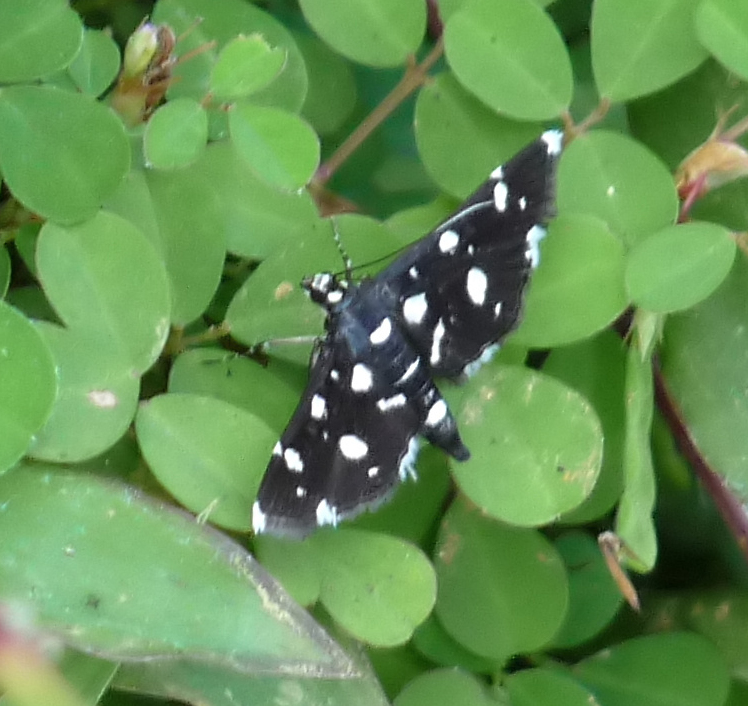
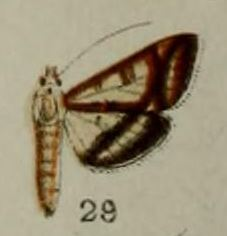

## Dottertaxa tillBocchoris, i alfabetisk ordning[1]
- Bocchoris acamasalis
- Bocchoris actealis
- Bocchoris adalis
- Bocchoris afflictalis
- Bocchoris albilunalis
- Bocchoris albinalis
- Bocchoris albipunctalis
- Bocchoris amandalis
- Bocchoris approprialis
- Bocchoris aptalis
- Bocchoris artificalis
- Bocchoris astomalis
- Bocchoris bleusei
- Bocchoris bootanalis
- Bocchoris braurealis
- Bocchoris calipona
- Bocchoris chalcidiscalis
- Bocchoris ciliata
- Bocchoris clathralis
- Bocchoris clytialis
- Bocchoris danalis
- Bocchoris darsanalis
- Bocchoris densalis
- Bocchoris differentialis
- Bocchoris dignotalis
- Bocchoris distinctalis
- Bocchoris edaphodrepta
- Bocchoris fatualis
- Bocchoris fazanalis
- Bocchoris fenestralis
- Bocchoris flavibrunnea
- Bocchoris flexissimalis
- Bocchoris gallienalis
- Bocchoris graphitalis
- Bocchoris grisealis
- Bocchoris hohaelis
- Bocchoris incisalis
- Bocchoris incoalis
- Bocchoris inductalis
- Bocchoris inscitalis
- Bocchoris insipidalis
- Bocchoris inspersalis
- Bocchoris insulalis
- Bocchoris invidiosa
- Bocchoris isakalis
- Bocchoris junctifascialis
- Bocchoris kwantungialis
- Bocchoris labarinthalis
- Bocchoris leechi
- Bocchoris lumaralis
- Bocchoris luteofusalis
- Bocchoris manuselalis
- Bocchoris marucalis
- Bocchoris nacobora
- Bocchoris nuclealis
- Bocchoris obliqualis
- Bocchoris onychinalis
- Bocchoris perspicualis
- Bocchoris placitalis
- Bocchoris plenilinealis
- Bocchoris pulverealis
- Bocchoris pusaensis
- Bocchoris putrisalis
- Bocchoris rehamalis
- Bocchoris reniferalis
- Bocchoris rhehabalis
- Bocchoris rotundalis
- Bocchoris rufiflavalis
- Bocchoris sparsalis
- Bocchoris sphenocosma
- Bocchoris stellaris
- Bocchoris strangulalis
- Bocchoris telphusalis
- Bocchoris tenera
- Bocchoris terealis
- Bocchoris trimaculalis
- Bocchoris trivitralis
- Bocchoris uncinalis
- Bocchoris usitata
- Bocchoris vadonalis
- Bocchoris vedrualis
- Bocchoris virginalis
- Bocchoris zophophanes